# Йохан II фон Райнек
Йохан II фон Райнек (на немски: Johann II von Rheineck; † пр. 1304) е бургграф на замък Райнек на Рейн при Брайзиг (1285 – 1304) и крадлив рицар.

## Биография
Той е син на бургграф Дитрих фон Райнек (1263 – 1278) и внук на бургграф Хайнрих II фон Райнек († 1245).
Йохан II участва през 1288 г. в битката при Воринген със Зигфрид фон Вестербург (архиепископ на Кьолн от 1275 до 1297) и след това попада в плен. Обеднял той започва да ограбва корабите на река Рейн, които минават покрай замъка му.
Приятел е с граф Герхард V фон Юлих. Фамилията „фон Райнек“ измира през 1539 г.

## Фамилия
Йохан II се жени пр. 1300 г. за Елизабет фон Изенбург-Аренфелс (fl 1319 – 1366), дъщеря на граф Герлах I фон Изенбург-Аренфелс и Елизабет фон Клеве. Те имат децата:
- Йохан III фон Райнек († сл. 1356), бургграф na Райнек, женен I. 1311 г. за графиня Изенгард фон Изенбург-Браунсберг (fl 1311/1315), дъщеря на граф Йохан I фон Изенбург-Браунсберг, II. за Маргарета фон Хамерщайн (1325 – 1315)
- Герлах († сл. 1319)
- Елизабет (* пр. 1319; † сл. 1367), омъжена за рицар Паул II фон Айх († сл. 1352)